# Thyretarctia haematica
Thyretarctia haematica là một loài bướm đêm thuộc phân họ Arctiinae, họ Erebidae.